# Себальос, Серхио
Серхио Себальос Эрнандес (исп. Sergio Ceballos Hernández; 16 февраля 1994, Торреон, Мексика) — мексиканский футболист, защитник клуба «Тампико Мадеро».

## Клубная карьера
Себальос — воспитанник клуба «Сантос Лагуна». В 2013 году Серхио был включен в заявку на сезон. 31 октября того же года в матче против «Гвадалахара» он дебютировал в мексиканской Примере, заменив в конце встречи Дарвина Кинтеро. 6 апреля 2014 года в поединке против «Монтеррея» Себальос забил свой первый гол за «Сантос».
В начале 2016 года Серхио перешёл в «Пуэблу» на правах аренды. 7 февраля в матче против «Атласа» он дебютировал за новый клуб.

## Достижения
Командные
 «Сантос Лагуна»
- Чемпионат Мексики по футболу — Клаусура 2015